# Brachymyrmex oculatus
Brachymyrmex oculatus är en myrart som beskrevs av Santschi 1919. Brachymyrmex oculatus ingår i släktet Brachymyrmex och familjen myror. Inga underarter finns listade.